# Алессандро Баттілоккіо
Алессандро Баттілоккіо (італ. Alessandro Battilocchio; нар. 3 травня 1977, Рим) — італійський політик.

## Життєпис
У 1994 р. отримав диплом середньої школи в м. Бові (штат Меріленд, США). У 2003 р. закінчив юридичний факультет Університету Луїс-Гвідо Карлі в Римі, також вивчав політологію в Римського університету ла Сап'єнца.
У 2001 р. він був обраний мером м. Тольфа, переобраний у 2006 р. З 2001 р. він входив до національної ради, а з 2004 р. — до національного секретаріату Нової італійської соціалістичної партії. З 2006 р. він був заступником секретаря НІСП. У 2007 р. він залишив цю партію, приєднавшись до Соціалістичної партії Джанні Де Мікеліса.
З 2004 по 2009 рр. Баттілоккіо був депутатом Європейського парламенту. Пізніше він приєднався до партії «Вперед, Італія», у 2018 р. був обраний членом Палати депутатів.